# 22e armée (Union soviétique)
Pour les articles homonymes, voir 22e armée.
Ne doit pas être confondu avec 22e armée de la Garde.
La 22e armée est une unité de l'Armée rouge durant la Grande Guerre patriotique.

## Historique opérationnel
L'armée est créée en juin 1941 dans le district militaire de l'Oural. Elle est composée de deux corps d'armée, les 51e et 62e, six divisions d'infanterie dont les 51e, 98e, 112e, 153e et 62e, 15 chars T-34 et 698 canons.
- 1941 : juillet, à la défense de Sebezhsky et Vitebsk. Octobre, à Rjev. En décembre dans les faubourgs de Moscou bataille de Moscou.
- 1942 : janvier, opération Mars et batailles de Rjev (1942).
- 1943 : Vers la mer Baltique vers Leningrad.
- 1944 : octobre, péninsule de Courlande et batailles de la poche de Courlande.
- 1945 : juin, démobilisation, l'armée est dissoute.

## Liste des commandants
- juin - septembre 1941 : lieutenant-général Philip Afanassievitch Erchakov.